# Zorita de la Loma
Zorita de la Loma és una localitat amb tres habitants pertanyent al municipi de Santervás de Campos, en la província de Valladolid, comunitat autònoma de Castella i Lleó, Espanya. Situada a 94 km de Valladolid. L'església parroquial està dedicada a San Boal (Baldiri de Nimes).

## Història
La comarca va ser repoblada al segle xi. En 1078, Zorita és citada per primera vegada, quan era propietat de la família Alonso, sent Alfonso Díaz (al qual alguns autors fan fill del comte de Saldaña, Diego Muñoz) qui va donar lloc a l'inici d'aquest llinatge.
Fernando, per ser col·laboradors, va recompensar als fills d'Alfons Díaz, els comtes Guti i Nuño, amb diversos llocs, entre els quals figurava Zorita.
En 1104, Pelayo Bermúdez, net del comte Guti Alonso, va ingressar amb tots els seus béns, entre els quals es trobaven les possessions que tenia a Zorita de la Lloma, al monestir de Sahagún.
Posteriorment, els descendents de García Rodríguez van tenir possessions a Zorita i Alfonso García, la seva dona i el seu fill Fernando varen pastar una gran propietat a la zona.
Al segle xiv,Corita de Villada, com es denominava en aquells dies, era lloc de pairal dels descendents de la dinastia dels Núñez de Aza.
En 1910, Zorita comptava amb 68 edificacions i 153 habitants (144 en 1920). Els seus habitants vivien fonamentalment dels cultius de llegums i vins.
Zorita, com la veïna localitat de Villacreces, va ser annexionada al municipi de Santervás de Campos en 1974.

## Festes
- Festa d'estiu, a l'agost.
- Sant Boal, el 20 de maig.